# Prionolabis paramunda
Prionolabis paramunda là một loài ruồi trong họ Limoniidae. Chúng phân bố ở miền Tân bắc.